# Nora Sänger

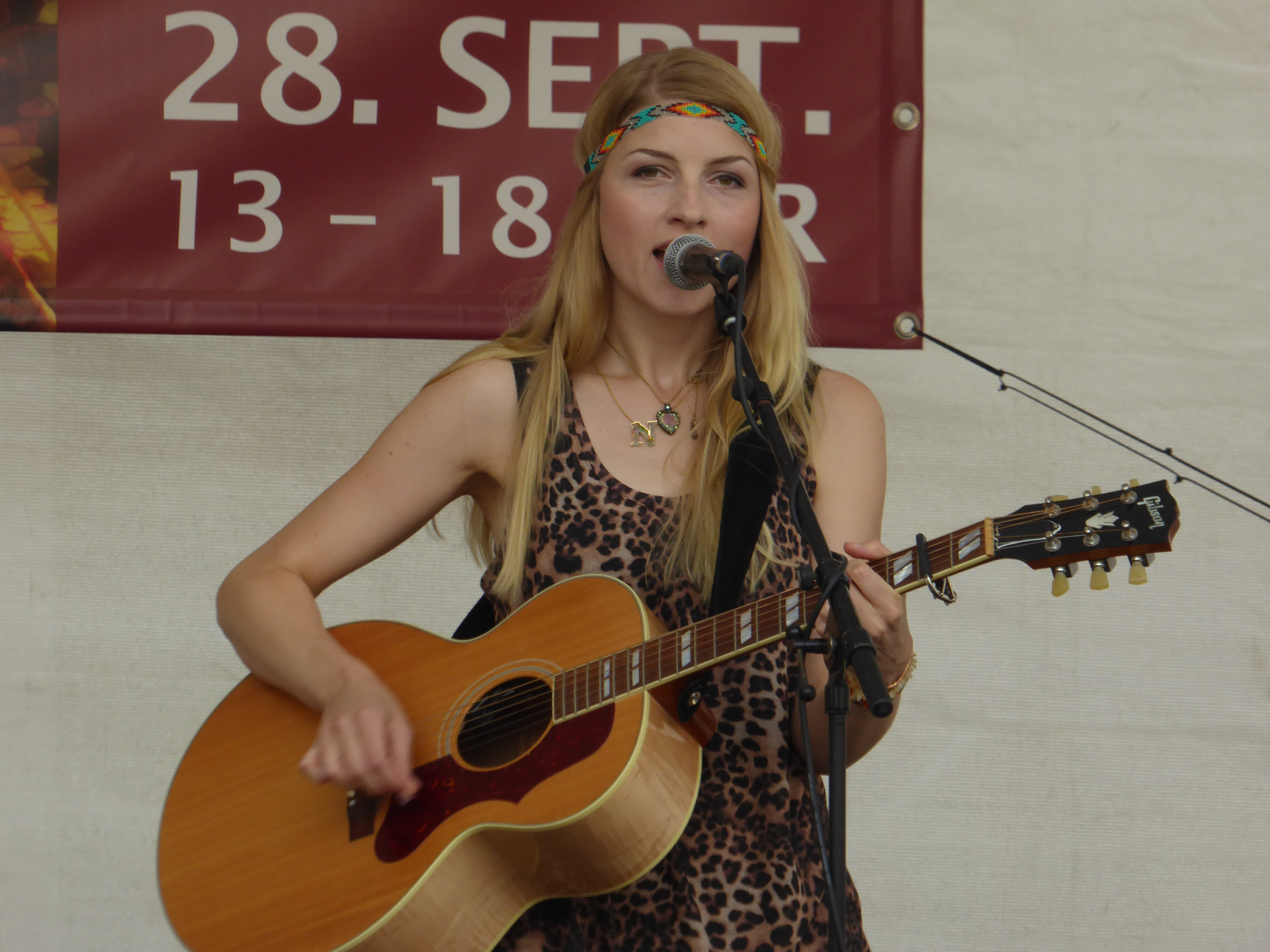
Nora Sänger beim Auftritt in Hamburg-Harburg 2014

Nora Maria Sänger (* 14. August 1982 in Herdecke) ist eine deutsche Musikerin, die besonders in Norddeutschland durch Auftritte und Veröffentlichungen bekannt geworden ist.

## Leben
Nora Sänger zog in ihrer Kindheit mit der Familie nach Buchholz in der Nordheide. 2006 schloss sie ihre Gesangsausbildung für Pop- und Jazzgesang  an der Sängerakademie Hamburg ab.
Zu Beginn ihrer Laufbahn brachte Nora Sänger unter dem Künstlernamen „Leonora“ 2007 ihr Debütalbum LeoNora heraus. Dann arbeitete sie bis 2011 mit dem Schlagzeuger der Band Torfrock, Marc-Oliver (Olliwood) Steinwede, unter dem Bandnamen „Tasty Dish“ zusammen.
Nora Sänger war beeinflusst durch Musik von Whitney Houston, Courtney Love und Carole King. Es kamen Einflüsse durch die Musik von Joni Mitchell, Crosby, Stills and Nash und James Taylor hinzu und sie entwickelte ihren Stil zu einer Mischung aus Pop, Folk und Country. Zuletzt nahm sie mit Band (unter anderem mit dem Pedal-Steel-Gitarristen Nils Tuxen) 2015 die CD Almost Golden auf.
Nora Sänger hat in Los Angeles eine Zusatzausbildung als Schauspielerin absolviert und war 2012 in dem Musikfilm „Nur eine Nacht“ neben Yvonne Catterfeld und Pasquale Aleardi in einer Hauptrolle als Merina zu sehen.

## Diskografie
- LeoNora (2007)[4]
- Transition (2012)[2]
- Almost Golden (2015)[12]
- Leap in the Dark (2020)[13]

## Filmografie
- 2011: All In[14]
- 2012: Nur eine Nacht[15]